# Традиционные воинские игры и забавы русских
Традиционные боевые искусства русских, как и в случае с другими народами мира, являются важной частью традиционной народной игровой и празднично-игровой культуры, совокупностью исторически сложившихся форм традиционных игр и видов физической активности с выраженным явно или в редуцированном виде военно-прикладным сюжетом. Традиционные воинские игры и забавы в наше время ввозрождаются в рамках этноспорта в качестве традиционных игр и спортизированных форм исконных забав.

## История и развитие

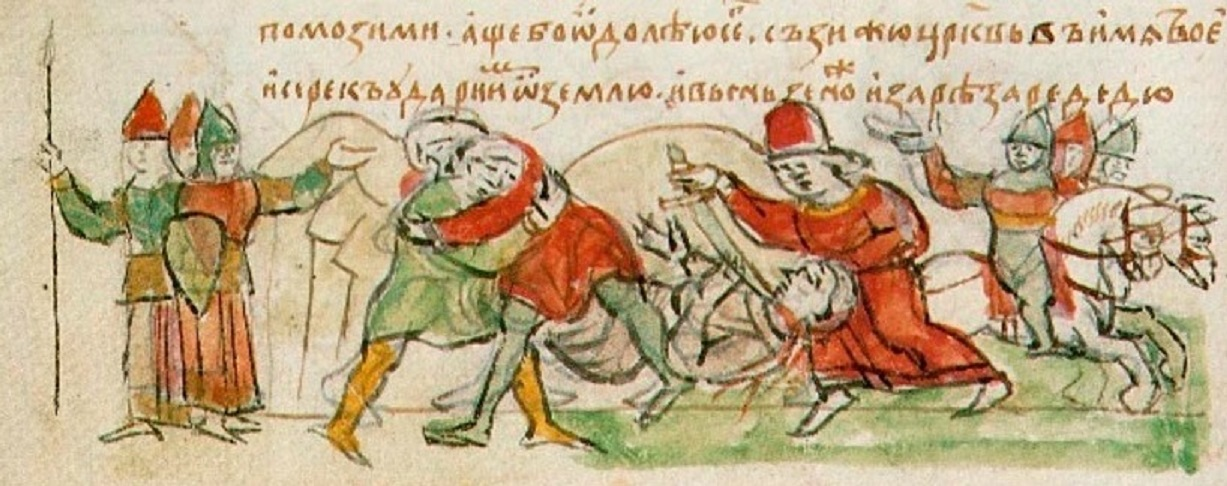
Борьба касога Редеди и тмутараканского князя Мстислава Удалого, миниатюра из Радзивилловской летописи

Единоборства как форма физического развития, владения навыками прикладного боя, а также своего рода спорта существовали у восточных славян (включая русских) издревле. Обучение происходило в состязательно-игровой форме.
Традиционные боевые искусства были известны практически во всём ареале проживания русского народа (также они были общераспространёнными у украинцев и белорусов). Так, согласно исследованию Бориса Горбунова кулачный бой и борьба были зафиксированы в общей сложности 324 уездах/отделах/округах 62 губерний/областей; в том числе в 39 губернских городах (включая Москву и Петербург), 60 уездных и 16 заштатных городах. Однако, стоит отметить, что по популярности борьба уступала кулачному бою: из вышеупомянутого количества уездов кулачный бой зафиксирован в 151 уезде, в то время как борьба — в 53. Впрочем, в 120 уездах оба типа состязаний успешно сосуществовали; а в некоторых уездах количество свидетельств о борьбе превосходит таковые о кулачном бое. На территории России единоборства были наиболее распространены в средней полосе, Верхневолжье и на севере среднего Поволжья.
С самого начала к единоборствам было двоякое отношение. С одной стороны, их осуждало духовенство. В частности, самое ранее упоминание кулачного боя, содержащееся в «Повести временных лет», носит порицательных характер::

Вот разве не по-язычески мы живем<…>? <…> дьявол обманывает и этими и иными способами, всякими хитростями отвращая нас от Бога, трубами и скоморохами, гуслями и русалиями. Видим ведь, как места игрищ утоптаны, и людей множество на них, как толкают друг друга, устраивая зрелища, бесом задуманные…
Оригинальный текст (древнерусск.)Себо не погански ли живемъ… <…> дьꙗвол льститъ и дрогими нравы всяческими и лесьтими, превабляеми отъ Бога, трубами и скоморохи, и гусльми, и русальи; видимъ бо игрища уточена, и людей много множество, яко упихати другъ друга позоры деюще отбеса… замышленаго дела

Негативный взгляд на боевые искусства сохранила и власть, проводившая ограничительные меры к проведению и участников боевых забав.
С другой же стороны, в фольклоре и эпосе (былинах, а также украинских думах) напротив, единоборства оцениваются положительно, как демонстрация силы и молодецкой удали.
Наибольшого расцвета, как в сельской местности, так и в крупных городских центрах традиционные боевые искусства достигают в конце XVIII в. При Екатерине II кулачные бои носили настолько открытый характер, что они находят своё место и при дворе: в частности, кулачными боями (а также боксом) увлекались екатерининские фавориты, такие как Фёдор Ростопчин, Алексей и Григорий Орловы. Помимо непосредственного участия в соревнованиях, они всячески оказывают участникам единоборств поддержку: им начинают дарить ценные подарки; за средства Ростопчина налаживается производство боксёрских рукавиц, бесплатно раздававшимся кулачным бойцам. В свою очередь, в Ропше — имении Орловых под Петербургом организуется специальный манеж для проведения тренировки бойцов. Кроме того, проводятся попытки регулирования проведения кулачного боя (но не его полного запрета). Государство проводит данную практику в частности, ради придания боевым искусствам некоего государственного смысла (вплоть до того, придворному поружйнику Лебедву[кому?] было приказано спроектировать звезду-награду для лучших кулачных бойцов).
Затем, на протяжении XIX—XX вв. явление плавно угасает. Упадок связан прежде всего с ужесточением законодательства в отношении боевых искусств.
В 40-60-х г. XX века оживился интерес к традиционным видам физической активности русских. В этот период широкое распространение получают спортизированные русских народных забав: городки, лапта, гиревой спорт. Меньше повезло таким элементам системы военно-физического воспитания как традиционным воинским играм и забавам: кулачному бою стенка-на-стенку и различным вариантам борьбы, рукопашного и палочного боя.
Перед Великой Отечественной войны, известный боксёр К. В. Градополов[кто?] опубликовал правила группового бокса. Он писал: «Прообразом группового бокса (организованного и ограниченного определёнными правилами) является русский самобытный народный спорт — „стенка на стенку“ (кулачный бой)». С 1941 по 1944 год по групповому боксу проходило первенство тихоокеанского флота, но после войны соревнования прекратились. Градополов ещё не раз касался темы кулачного боя в своих работах, отмечая преемственность советской школы бокса с самобытными формами русского кулачного боя. Причем эти утверждения делались в 1950 г. с международной трибуны на конгрессе АИБА в Копенгагене, где К. В. Градополов выступает с лекцией «Бокс в СССР».
В это же время значительное развитие получила борьба самбо, которая во многом обобщила опыт традиционных видов борьбы народов СССР. Практически все учебные пособия по самбо начинались с исторического описания русской борьбы. Это позиционировало самбо, как, частично, русскую борьбу, делая практически невозможным параллельное развитие самобытных форм. Процесс эмансипации и разрушение традиционного образа жизни в Центральных регионах шёл значительно быстрее, чем в национальных окраинах, что послужило скорейшему исчезновению исконных забав из празднично-досуговой жизни общества.
В 1950-х годах о необходимости возрождения и спортивного развития самобытных форм русской борьбы неоднократно говорил известный спортивный журналист Б. М. Чесноков. Но, к сожалению, дальше декларирования и попытки разработки правил в тот момент дело не пошло.

## Состязания
У каждого коренного народа складывается свой комплекс традиционных видов физической активности, причём их набор может иметь различный качественный состав у локальных групп или субэтносов одного народа, проживающих в различных географических и климатических условиях. Даже беглый анализ показывает, что на их состав наиболее значительное влияние оказывает ландшафт и способы ведения хозяйственной деятельности. У каждого народа складываются особые знаковые формы традиционных игр и исконных забав, которые в границах проживания этноса имеют практически повсеместное (или почти повсеместное) распространение и помимо того, служат маркером «свой-чужой», выполняя функцию этнического знака. Они позволяют носителям культурной традиции безошибочно выделять себя из окружающего мира, в том числе культурно противопоставить себя другим народам. Благодаря этому осуществляется процесс культурной идентификации. Как правило, эти традиционные игры имеют характерное отличие от аналогов у других народов.
Прежде всего, такими знаковыми формами являются традиционные воинские игры и забавы. Воинское дело во все время отражало наиболее передовые достижения народа, было остриём, как в области науки и ремесла, так и в области педагогической мысли и техники (способов ведения рукопашного боя). Воинское умение являлось предметом особой гордости народа. Эпос и народная молва, восхваляли героев, проявивших силу и ловкость в реальных и игровых поединках.
С древности традиционные воинские игры и забав существовали, как формы подготовки и выработки устойчивого навыка, контроля уровня подготовки, служили средством воспитания и социализации. Приёмы рукопашного боя накапливались, совершенствовались и вместе с трудовыми навыками передавались из поколения в поколение. До распада традиционного образа жизни народов и появления спорта, как социального явления, воинские игры и забавы были основным средством физического воспитания всех членов общества.
Состязательный раздел традиционного единоборства рукопашка включает в себя спортизированные воинские забавы: борьбу за-вороток, поединок один-на-один и палочный бой. Соревнования по этим видам проводятся в рамках традиционных игр, фестивалей и отдельных соревнований. Также в состязательный раздел входят не спортизированные воинские забавы: кулачный бой стенка-на-стенку и один-на-один. Состязания по этим видам проводятся только в рамках традиционных игр. Кроме этого в тренировочном процессе активно применяются различные традиционные состязания, игры и упражнения, обеспечивающие разностороннюю подготовку рукопашников.

### Борьба за-вороток

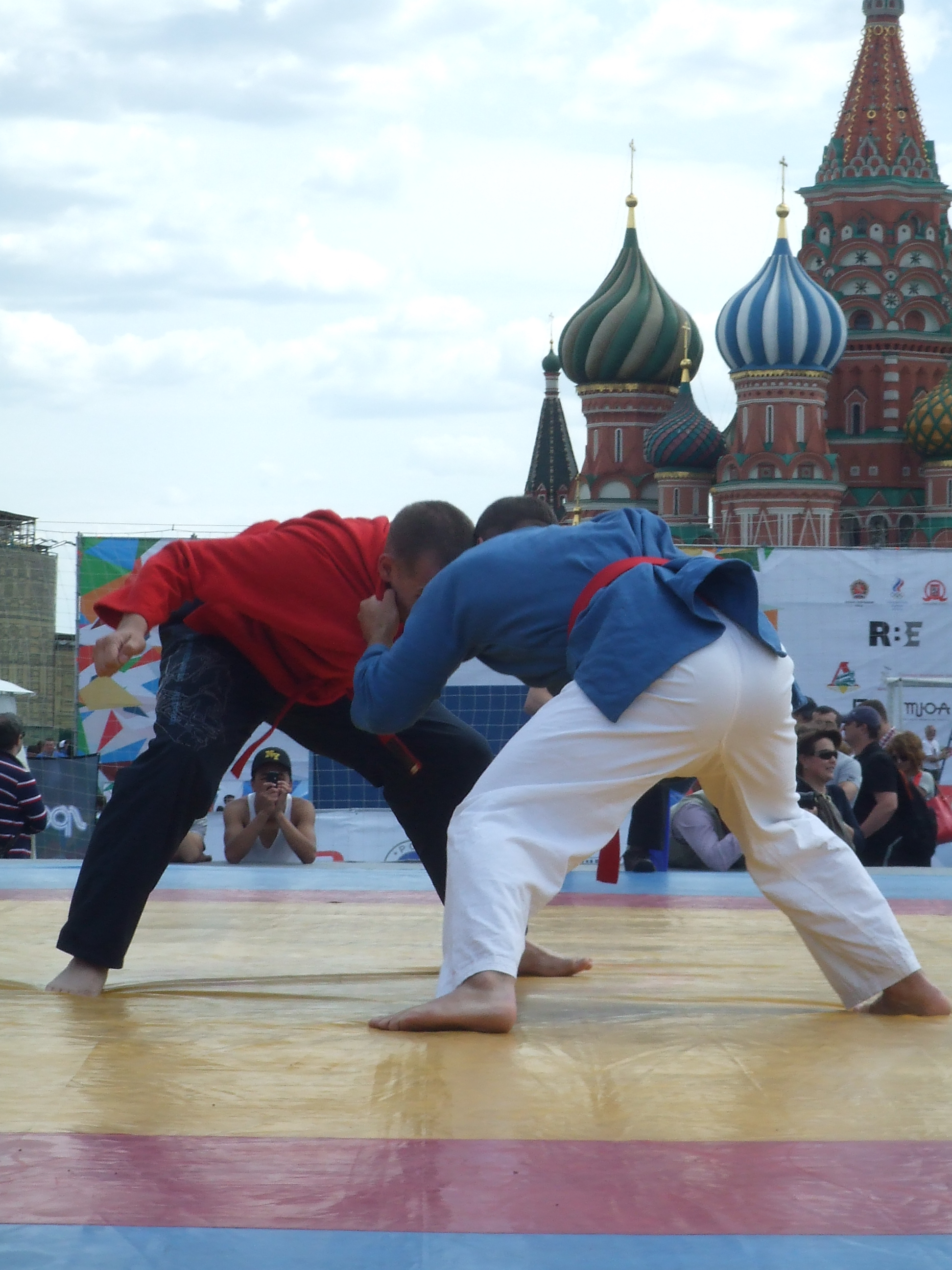
Турнир по русской борьбе за-вороток. Красная площадь, 27 мая 2012 года

Традиционная русская борьба за-вороток — визитная карточка традиционного единоборства, рукопашный бой в полной мере, отражающая самобытность русской борьбы.
Достоверные сведения о традиционных состязаниях борцов у русских относятся к эпохе Древней Руси и датируются X—XI веками. Одним из популярных видов борьбы была борьба «за вороток» или «об одной ручке». Упоминание об этой борьбе дошли до нас в былинах киевского цикла:
«Ай же славныя, богатыри святорусьския!
Кто из вас есте горазд бороться об одной ручке?».
Другие названия этого вида борьбы: «в одноручку», «наперекосок», «на одну руку», «на носок», «с носка».
В том или ином варианте борьба с захватом одной рукой за ворот одежды соперника на территории России встречается практически повсеместно. Известно несколько разновидностей этой воинской забавы.
В первой из них правила обязывали борцов сделать обоюдный захват одной рукой за ворот одежды противника и сохранять его до окончания поединка. Какие-либо захваты другой рукой не разрешались. Владимир Даль в своём «Толковом словаре живого великорусского языка» так описывает этот вариант борьбы: «Русские борются… с носка — одной рукой друг друга за ворот, а другою не хватать». Основным здесь был приём под названием «с носка», отчего и происходит одно из названий этого вида борьбы. Суть приёма в XIX веке описал Д. А. Ровинский в книге «Русские народные картинки». Она заключалась в том, что «борец, покосив соперника на правую сторону, вместе с тем подбивал ему носком правой ноги его левую ногу и этим способом мгновенно сшибал его с ног на землю».
Описание такого приёма встречается в исторической песне XVI века о Кострюке:
«Тот его берёт за левый вороток
Поднимает на правый носок
Он приподнимал повыше себя
Ударил о сыру землю».
В XIX — начале XX века эта разновидность борьбы имела широкое распространение и особую популярность в Москве и Центральной России, отсюда и ещё одно название этой борьбы «московская борьба» или «московский способ». От этого же пошли и известные поговорки: «Москва бьёт с носка, а Питер бока повытер», «Матушка Москва бьёт, родимая с носка».
В другой разновидности этой борьбы разрешалось второй рукой захватывать любую часть тела, одежды противника, но только в момент проведения приёма. Описание её имеется в частности у Д. Н. Мамина-Сибиряка: «Боролись не в охапку по мужицки, а за вороток… Борцы ходили по кругу, взявши друг друга за ворот чекменей правою рукой, — левая шла в дело только в момент схватки. Вся суть заключалась в том, чтобы сбить противника на землю».
Третьей разновидностью была борьба с захватом одной рукой за ворот, а второй — за пояс. При этом захват за ворот нельзя было распускать, а захват за пояс мог как удерживаться только в начале схватки и в её процессе распускаться, так и фиксироваться постоянно. Бытование этой борьбы в середине XX века в Тамбовской области зафиксировано историко-социологическим исследованием. Явление встречается в 28,5 % населённых пунктов области, где отмечена традиция проведения состязаний в борьбе с формированием предварительного захвата.
Нередко в этой разновидности борьбы состязания проходили с использованием специальной опояски, которая перекидывалась через плечо, скручивалась на боку и повязывалась вокруг талии. Борьба захватом за ворот и пояс с использованием опояски зафиксирована исследователями на Урале, в Западной Сибири и Северном Казахстане.
На Украине известен близкий к этому виду вариант борьбы под названием «навгрудки», где оба борца руками «візьмутся навгрудки» и сохраняя этот захват до конца поединка, «водяться, аж поки попадають, котрий которого повалить».
Замечательное описание борьбы за вороток дал один из последних свидетелей её традиционного бытования в Рязанской области, ведущий российский специалист истории отечественного рукопашного боя, почётный член исполкома Всероссийской федерации самбо, мастер спорта СССР М. Н. Лукашев: «Это был технически наиболее сложный вид единоборства, доступный не каждому…, а лишь умельцам-любителям, охотникам до неё. Отсюда ещё одно её название „охотницкая“. По характеру захвата называлась она также „за вороток“ или „об одной ручке“. Когда в предвоенные годы в Рязанской области я встретил эту борьбу, вероятно, в самый последний перед её исчезновением период существования, то увлеченные подростки именовали её „на ручках“. …борьба… выгодно отличалась своим большим динамизмом, разнообразием и остротой».
Научное изучение русской борьбы было начато в XIX веке И. В. Беляевым, продолжено в 1950-х годах известным спортивным журналистом Б. М. Чесноковым.

### Палочный бой
В числе народных воинских забав в классических работах по этнографии восточных славян повсеместно упоминаются палочные бои.
Первые из известных свидетельств об обычае состязаний палочных бойцов относятся к XII—XIII векам. В одном из фрагментов «Книги Степенной Царского родословия» сообщается, что в «некия праздники сходящиеся… деревянным ослопием бьяхуся и убивахуся». Летописные предания связывают возникновение этого обычая в Новгороде со свержением идола Перуна. Так, Софийская первая летопись повествует: «И вринуша» его в Вохов. Он же, пловя сквозь великы мост, верже палицу свою и рече: «На сем мя поминают новгородскыя дети». По Густынской летописи, поверженный идол Перуна, плывя по Волхову, «верже… палицею… на мост и уби тамо мужей килка… новгородцев, яко оттоле в сие время… коеждо лето на том мосту люди собираются и разделишася надвое играющее убиваются». О широком бытовании палочных боёв в средневековом Новгороде свидетельствует то, что этот обычай упомянут в проекте договора новгородцев с немецкими городами 1270 года. В нём отмечается, что «между дворами немецкими не должна быть терпима неистовая забава, в коей люди бьются дрекольем». Не случайно, по-видимому, сцены палочных боев неизменно присутствуют в былинах о новгородском герое Василии Буслаеве.
О палочных боях упоминает австрийский дипломат С. Герберштейн, посетивший Московию в 1517 и 1526 годах, а через сто лет другой иностранец А. Олеарий сообщал о палочных боях следующие: «Новгородцы с криком бегали по городу и били друг друга палками с таким увлечением и силою, что воевода с трудом разгонял их». В 1612 году поляки запретили завозить в Москву колья, так как Москвичи искусно владели палочным боем и представляли серьёзную угрозу захватчикам. О хорошем владении приёмами боя на палках населением Троице-Сергиева Посада свидетельствует адресованное им историческое присловье: «Троичане. Поляки с пушками, а мы с клюшками».
Имеется целый ряд известий о широком, повсеместном бытовании этого обычая в последующее время.
В средневековой Руси палочное противоборство представляло собой не обиходную драку, а «примерный бой», состязание, хотя и весьма жестокое, чреватое травмами и увечьями для бойцов.
О состязательно-игровом характере палочных боёв свидетельствует и сообщение побывавшего в Московии в 1663 году английского дипломата графа Карлейля, отметившего, что здесь «в праздничные дни молодые люди имеют обыкновение собираться и развлекаться ударами кулаков и палок», обижаться за это считается между ними неприличным". В начале XX веке автор известного исследования об истории кулачных боёв на Руси А. А. Лебедев писал о найденной в 1908 году приписке в Никоновском списке «Степенной книги», сообщающей о сожжении в 1652 году патриархом Никоном дубинок, которыми бились палочные бойцы в Новгороде, что «это совсем не была драка, ссора, вражда или что-либо подобное, а нечто вроде игрища».
Описание или упоминания обычая состязаний палочных бойцов встречаются в различных источниках на протяжении почти тысячелетия, вплоть до начала 1930-х годов. Большая их часть из великорусских районов, Урала и Сибири.
По данным исследований на Тамбовщине состязания в палочном бое «на палках», «на колах», «дубинник» было широко распространено ещё в середине XX века. Рудименты этих состязаний сохранились до 80-х годов в ряде сёл, например, в селе Глазок Мичуринского района и в селе Ивенье Моршанского района. Палочный бой бытовал как в варианте коллективных, так и в варианте индивидуальных состязаний. Локальные варианты связаны с типом применяемых палок (более похожие на дубины, более похожие на жерди, вариации по длине, использование двух палок, в правой руке длинная, а в левой руке короткая).

### Поединок один-на-один
Особой формой поединка на Руси являлся обычай так называемого «поля», когда в споре обидчик традиционно вызывался на поединок, который решал кто прав, а кто виноват. Подобные поединки относились исторически к принятому в обычном праве способу определения победителя в тяжбе, который именовался «божий суд», или ордалии. Ордалии, наряду с поединком включали так же такие испытания как испытания огнём и водой.
В. И. Даль в своём Толковом словаре так определяет это явление: «Поединок — бой, по вызову, один-на-один, единоборство; дуэль; драка в одиночку, голова-на-голову, старинное поле и Божий суд».
По видимому, само слово поединок происходит от слова поединиться, то есть примириться. Так в 1503 г. в Привилегиях боярам и мещанам Витебским указано: «Которые Витибляне меж собой побьются, а за тем поеднаются, ино нам куница». Основная функция этого вида состязаний в народной культуре — регулятивная, призванная исчерпать конфликт, примирить враждующие стороны.
В обычном праве существовало понимание преступления как личной обиды, как нанесенного бесчестья, откуда вытекало убеждение, что судить за проступки против личности и имущества следует самому потерпевшему, и только за преступления, направленные против общественного порядка, судить и наказывать должен суд.
Отсюда и понятие судного поединка как «божьего суда». Потерпевший должен оправдаться от позора и сам наказать виновного.
Впоследствии, с возникновением письменного права обычай поля закрепился как судный поединок. Правила такого поединка хорошо известны из Судебников 1497 и 1550 годов, а также из Псковской судной грамоты 1407—1467 годов. Наиболее древние упоминания обычая поля встречаются в свидетельствах арабских писателей и договоре смоленского князя Мстислава с Ригою и Готским берегом (1229 год).
К XVI веку сформировался институт профессиональных наёмных бойцов — «наймитов», которые зарабатывали на жизнь тем, что нанимались для участия в судном поединке. В судном поединке можно было доказать свою правоту силой своего тела, при этом специальные правила исключали ситуацию неравенства поединщиков, так нельзя было биться профессиональному наёмному бойцу с «не бойцом».
«Поле» проводилось в двух вариантах: с оружием и без оружия. Иностранец Р. Ченслер, посетивший Россию в XVI веке приводит слова одного истца: «Я могу доказать свою правоту своим телом и руками или телом моего бойца». А. Олеарий говорит, что поединок мог вестись «врукопашную», «руками и мышцами». О существовании судных поединков без оружия указывают исследователи рукопашных состязаний XIX века: А. А. Лебедев, Н. Я. Никифоровский, Б. В. Горбунов. Вооружённый поединок мог проводиться по свидетельству С. Гереберштейна, посетившего Россию во времена Ивана III, в латах, со щитом, при вооружении особым копьём с разветвлённым заострённым концом, топором, и особым оружием вроде кинжала, заострённым с обеих концов и отверстие посередине в которое вставлялась рука, последнее было, видимо, аналогом известного в Индии «маду». Другим вариантом вооружённого поединка был поединок на дубинах или ослопах. По сведениям Н. М. Карамзина, бойцы — «полевщики» «сражались у нас ослопами или дубинами».
Победителем в «поле» признавался тот, кто повергнет противника на землю. На это указывает выражение Судебников о побежденных: «А на убитом истцово доправить». Слово «убитый» здесь не имеет собственного значения, означает поверженного на землю, потому что далее закон говорит о взысканиях с него пошлин и платежей. За реальное убийство на «поле» грозили серьёзные санкции, привлечение к уголовной ответственности, проклятие и отлучение от церкви, а умерших на поле запрещалось отпевать. Победитель зачастую имел право снять с побеждённого одежду, которая в прошлом была достаточно ценной сама по себе, при этом до сих пор в традиции осуждается и не допускается снятие одежды с мёртвого.
В народной среде обычай решать спорные вопросы в поединке просуществовал в России вплоть до середины XX века, а в детской среде до конца прошлого века. Это говорит об устойчивости данной традиции.
Поединки могли проходить, как в виде состязаний в кулачном, палочном бое или борьбе, так и в виде свободного боя с применением приёмов кулачного боя и борьбы. Использование того, или иного технического арсенала могло определяться предварительным уговором, либо зависело от принципиальности самого конфликта, серьёзности спора, а также от региональных особенностей, традиционных укладов отдельных населённых пунктов и групп населения. Как правило, жители одного населённого пункта выясняли отношения в поединках в виде кулачного боя и борьбы, а с жителями других населённых пунктов в свободном поединке.
Б. В. Горбунов считает, что поединок, включающий в себя кулачный бой и борьбу, является архаичной формой рукопашных состязаний, где противоборство выступает в нерасчлененном виде. В ряде локальных вариантов ему удалось зафиксировать состязания, включающие в себя элементы борцовского и кулачного противоборства. Так в центральной России, в частности в Рыбинске, и в Витебске, бытовала особая разновидность боя один-на- один, где наряду с ударами разрешалось использование захватов и приёмов борьбы. Единоборство, где использовалось в соединении борьба и кулачный бой, описано в известии о поединке Кожемяки с печенегом под 992 г. в Большой Львовской летописи. Такого рода поединки нередко изображены в русских былинах. Так, в былине «Илья Муромец и дочь его» в сцене состязания Ильи и «Поляницы»:
«Й он смахнул своёй да правой ручушкой,
Да он сшиб-то ведь богатыря…
Он хватил как поляницу на косу бодру,
Да спустил он ю на матушку сыру землю…»
Вероятней всего в прошлом состязания с элементами борьбы и кулачного боя имели повсеместное распространение. Однако до нас они дошли в особой форме состязательного боя — традиции поединка один-на-один. Эта традиция фиксируется на всей территории проживания русских, в том числе и на Тамбовщине.
В свободном поединке проигрывал тот, на ком кровь, кто признавал себя побежденным, кто не мог сопротивляться подавлению забиванием, или кто удерживался на земле достаточное длительное время и не мог сопротивляться.
Традиция проведения особого вида состязаний «поля», в виде поединка один-на-один без применения оружия, была спортизированна и вошла составной частью в этноспорт русская рукопашка. Первые правила по этому виду состязаний были разработаны А. С. Тедорадзе и В. А. Климушкиным в 1999 году, в этом же году состоялись и первые соревнования.
Сегодня по этому виду состязаний проводятся соревнования на выбывание и по-вызову. Схватка проходит в стойке и на земле. Согласно народной традиции удары ногами выше пояса запрещены. В спортизированном варианте поединка один-на-один основное время схватки ограничено тремя минутами и одной минутой дополнительного времени. Схватку выигрывает рукопашник, выполнивший удушение, болевой приём, или, поразивший соперника ударом, после которого последний не может продолжать бой. Так же бой выигрывает боец, выполнивший забивание соперника стоя — по правилу «до одного раза», или забивание сидя — по правилу «до трёх раз». Если основное время закончилось в ничью, то в дополнительное время побеждает рукопашник, первым выполнивший результативные действия или удержавши соперника на земле больше 10 секунд. Боец на лице которого появилась кровь проигрывает схватку.

### Кулачный бой(стенка-на-стенку и один-на-один)
Кулачный бой, в частности стеношный бой — самый популярный вид боевого искусства у русского народа, известный также под названием «кула́чки».
Главной характеристикой стеношного боя является его массовость, в нём участвуют две противоборствующие шеренги. Для данного единоборства также существовало множество названий.